# Ordináta
Ordináta je vertikální osa souřadnic grafu v souřadnicové soustavě, resp. hodnota, kterou na této ose reprezentuje daná souřadnice. v kartézské soustavě souřadnic ji reprezentuje osa y. Vodorovná osa se jmenuje abscisa.